# Archives d'État prussiennes de Königsberg

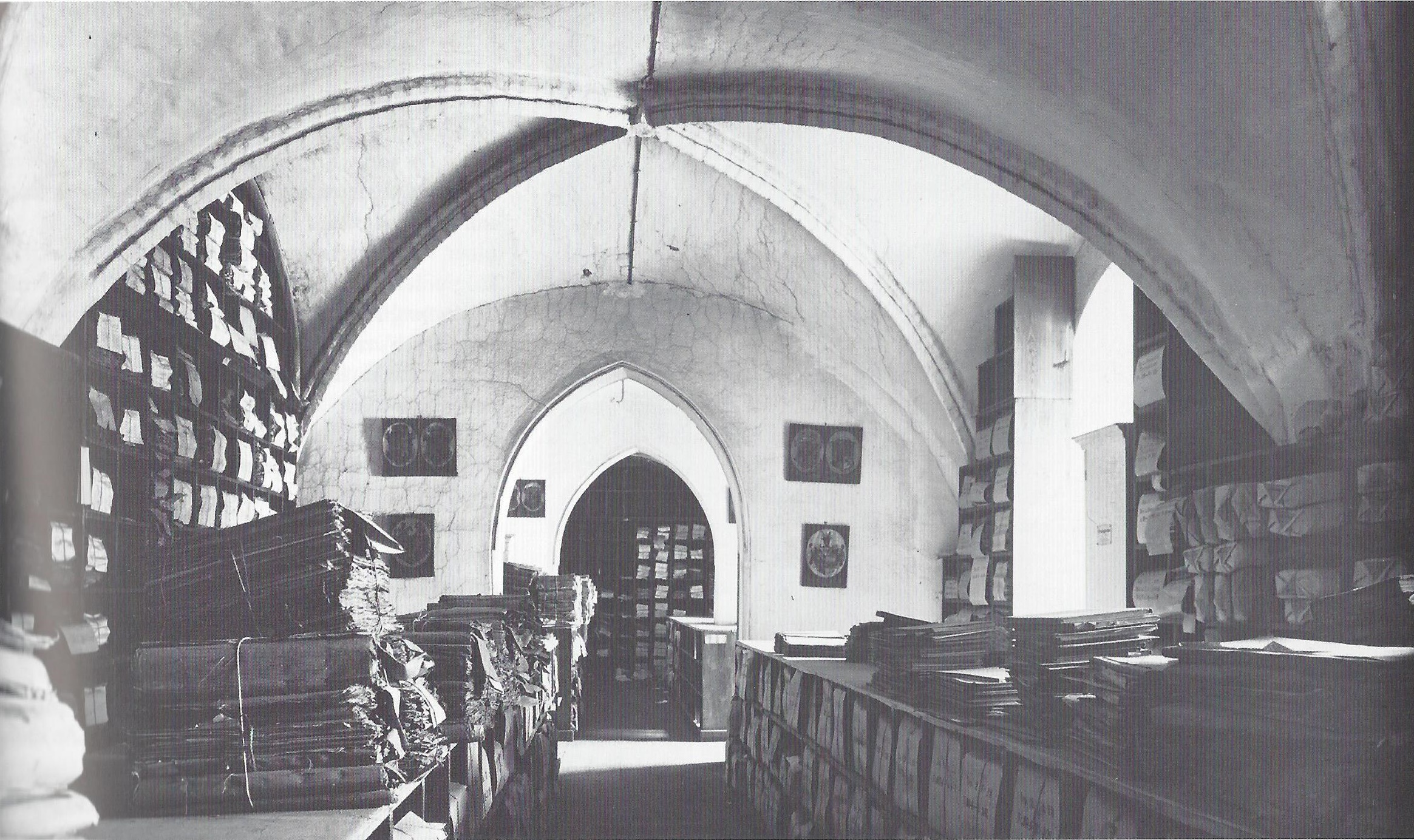
Archives secrètes du château (prise dans les années 1930)

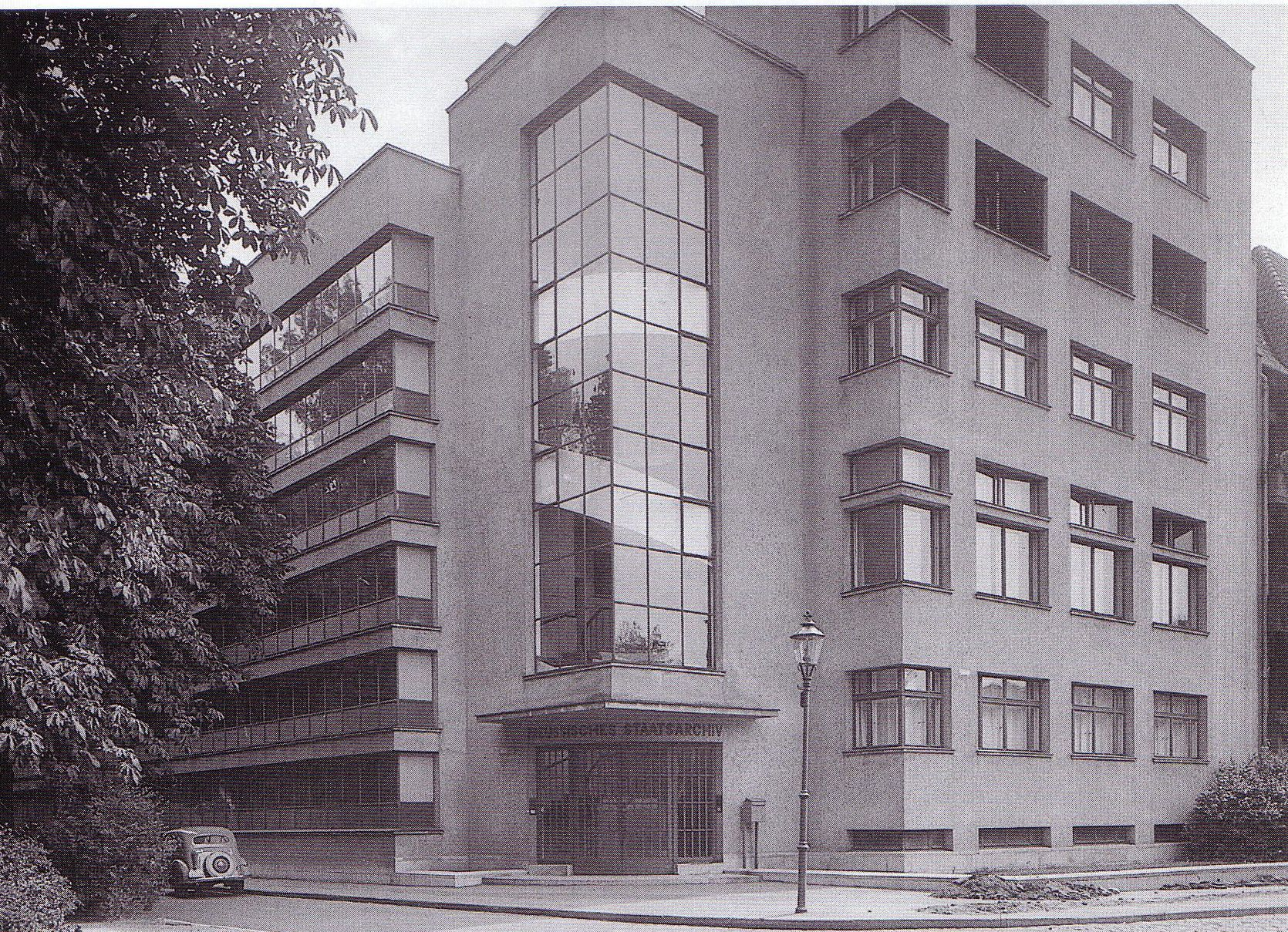
Archives d'État prussiennes à Königsberg (enregistré entre 1930 et 1933)

Les archives d'État prussiennes de Königsberg sont situées à Königsberg jusqu'en 1945.

## Histoire
Pendant des siècles, les archives d'État de Königsberg sont hébergées dans la partie la plus ancienne du château de Königsberg, l'aile nord ouest. Les dossiers sont en partie dans de solides tiroirs en chêne dès l'époque de la commande.
Après l'incendie de la bibliothèque universitaire de Strasbourg lors du siège allemand de la guerre franco-prussienne en 1870, les archives d'État prussiennes (comme de nombreuses autres institutions allemandes) contribuent au rééquipement. Il laisse 70 000 doublons à la bibliothèque.
De 1929 à 1930, un nouveau bâtiment pour les archives d'État au 31 Hansaring à Hufen (de) est construit par l'officier du bâtiment du gouvernement Robert Liebenthal (de) dans le style de la nouvelle objectivité. Le bâtiment est encore conservé aujourd'hui et est utilisé comme bibliothèque de district.
Le dernier directeur des archives est Max Hein (de). Les fichiers les plus précieux peuvent être externalisés en temps utile. Après la guerre, ils se trouvent initialement dans le dépôt d'archives d'État de Göttingen (de), dirigé par Kurt Forstreuter. Sauvés à 85 %, ils se trouvent depuis 1978 en tant que XXe département principal aux archives d'État secrètes du patrimoine culturel prussien (de) à Berlin.

## Archiviste
- Karl Peter Faber (de) (1773–1853)